# Убийцы (фильм, 2017)
Убийцы (фр. Tueurs) — бельгийско-французский фильм-триллер 2017 года, поставленный режиссерами Жаном-Франсуа Энженом и Франсуа Трукеном. Сюжет фильма основывается на реальной истории нераскрытых массовых убийств, произошедших в бельгийской провинции Брабант в период между 1982 и 1985 годами. Мировая премьера состоялась 5 сентября 2017 года на 74-м Венецианском международном кинофестивале. Лента была выдвинута в 9-ти категориях на соискание бельгийской национальной кинопремии «Магритт» 2019 года.

## Сюжет
Фильм рассказывает о высокопоставленных грабителях, отлично замаскировавшихся под министров и политиков, которые решают обвинить в убийстве судьи местных преступников.